# Gersdorf (Kirchheim)
Gersdorf ist ein Ortsteil der Gemeinde Kirchheim im osthessischen Landkreis Hersfeld-Rotenburg.

## Geografische Lage
Der Ort liegt an der Aula etwa 4 km nordwestlich des Kernorts Kirchheim. Durch Gersdorf verläuft die Bundesstraße 454, die Kirchheim mit Oberaula und Schwalmstadt verbindet.

## Geschichte

### Ortsgeschichte
Die älteste bekannte schriftliche Erwähnung von Gersdorf erfolgte unter dem Namen Geroldisdorf um das Jahr 1100.
Später hieß der Ort Geroldsdorf, dann Gerhartzdorf und ab 1610 Gerßdorf. Das Dorf gehörte zum Amt Niederaula.
Im Zuge der Gebietsreform in Hessen wurde die bis dahin selbständige Gemeinde Gersdorf zum 1. August 1972 kraft Landesgesetz in die Gemeinde Kirchheim eingegliedert. Für Gersdorf, wie für alle bei der Gebietsreform nach Kirchheim eingegliederten Gemeinden sowie für die Kerngemeinde, wurden Ortsbezirke mit Ortsbeirat und Ortsvorsteher nach der Hessischen Gemeindeordnung gebildet.

### Verwaltungsgeschichte im Überblick
Die folgende Liste zeigt die Staaten und Verwaltungseinheiten, denen Gersdorf angehört(e):
- 1348: Heiliges Römisches Reich, Reichsabtei Hersfeld, Amt Niederaula
- ab 1378: Heiliges Römisches Reich, Landgrafschaft Hessen (1402–1458), Abtei Hersfeld, Amt Niederaula
- ab 1648: Heiliges Römisches Reich, Landgrafschaft Hessen-Kassel, Fürstentum Hersfeld, Amt Niederaula
- ab 1806: Landgrafschaft Hessen-Kassel, Fürstentum Hersfeld, Amt Niederaula
- 1807–1813: Königreich Westphalen, Departement der Werra, Distrikt Hersfeld, Kanton Obergeis
- ab 1815: Kurfürstentum Hessen, Fürstentum Hersfeld, Amt Niederaula[7]
- ab 1821/22: Kurfürstentum Hessen, Provinz Fulda, Kreis Hersfeld[8][Anm. 2]
- ab 1848: Kurfürstentum Hessen, Bezirk Hersfeld
- ab 1851: Kurfürstentum Hessen, Provinz Fulda, Kreis Hersfeld
- ab 1867: Königreich Preußen, Provinz Hessen-Nassau, Regierungsbezirk Kassel, Landkreis Fulda
- ab 1871: Deutsches Reich, Königreich Preußen, Provinz Hessen-Nassau, Regierungsbezirk Kassel, Kreis Hersfeld
- ab 1918: Deutsches Reich, Freistaat Preußen, Provinz Hessen-Nassau, Regierungsbezirk Kassel, Kreis Hersfeld
- ab 1944: Deutsches Reich, Freistaat Preußen, Provinz Kurhessen, Landkreis Hersfeld
- ab 1945: Amerikanische Besatzungszone, Groß-Hessen, Regierungsbezirk Kassel, Landkreis Hersfeld
- ab 1946: Amerikanische Besatzungszone, Land Hessen, Regierungsbezirk Kassel, Landkreis Hersfeld
- ab 1949: Bundesrepublik Deutschland, Land Hessen, Regierungsbezirk Kassel, Landkreis Hersfeld
- ab 1972: Bundesrepublik Deutschland, Land Hessen, Regierungsbezirk Kassel, Landkreis Hersfeld-Rotenburg, Gemeinde Kirchheim[Anm. 3]

## Bevölkerung

### Einwohnerstruktur 2011
Nach den Erhebungen des Zensus 2011 lebten am Stichtag dem 9. Mai 2011 in Gersdorf 135 Einwohner. Darunter waren 6 (4,4 %) Ausländer.
Nach dem Lebensalter waren 21 Einwohner unter 18 Jahren, 54 zwischen 18 und 49, 33 zwischen 50 und 64 und 27 Einwohner waren älter. Die Einwohner lebten in 60 Haushalten. Davon waren 18 Singlehaushalte, 18 Paare ohne Kinder und 21 Paare mit Kindern, sowie 3 Alleinerziehende und 3 Wohngemeinschaften. In 6 Haushalten lebten ausschließlich Senioren und in 39 Haushaltungen lebten keine Senioren.

### Einwohnerentwicklung
| Gersdorf: Einwohnerzahlen von 1834 bis 2015 | Gersdorf: Einwohnerzahlen von 1834 bis 2015 | Gersdorf: Einwohnerzahlen von 1834 bis 2015 | Gersdorf: Einwohnerzahlen von 1834 bis 2015 | Gersdorf: Einwohnerzahlen von 1834 bis 2015 |
| --- | ------------------------------------------- | ------------------------------------------- | ------------------------------------------- | ------------------------------------------- |
| Jahr |                                             |                                             |                                             | Einwohner                                   |
| 1834 | 1834                                        |                                             | 211                                         | 211                                         |
| 1840 | 1840                                        |                                             | 234                                         | 234                                         |
| 1846 | 1846                                        |                                             | 214                                         | 214                                         |
| 1852 | 1852                                        |                                             | 204                                         | 204                                         |
| 1858 | 1858                                        |                                             | 174                                         | 174                                         |
| 1864 | 1864                                        |                                             | 179                                         | 179                                         |
| 1871 | 1871                                        |                                             | 188                                         | 188                                         |
| 1875 | 1875                                        |                                             | 186                                         | 186                                         |
| 1885 | 1885                                        |                                             | 165                                         | 165                                         |
| 1895 | 1895                                        |                                             | 181                                         | 181                                         |
| 1905 | 1905                                        |                                             | 208                                         | 208                                         |
| 1910 | 1910                                        |                                             | 194                                         | 194                                         |
| 1925 | 1925                                        |                                             | 194                                         | 194                                         |
| 1939 | 1939                                        |                                             | 195                                         | 195                                         |
| 1946 | 1946                                        |                                             | 351                                         | 351                                         |
| 1950 | 1950                                        |                                             | 304                                         | 304                                         |
| 1956 | 1956                                        |                                             | 259                                         | 259                                         |
| 1961 | 1961                                        |                                             | 224                                         | 224                                         |
| 1967 | 1967                                        |                                             | 211                                         | 211                                         |
| 1970 | 1970                                        |                                             | 189                                         | 189                                         |
| 1980 | 1980                                        |                                             | ?                                           | ?                                           |
| 1990 | 1990                                        |                                             | ?                                           | ?                                           |
| 2000 | 2000                                        |                                             | ?                                           | ?                                           |
| 2006 | 2006                                        |                                             | 153                                         | 153                                         |
| 2010 | 2010                                        |                                             | 164                                         | 164                                         |
| 2011 | 2011                                        |                                             | 135                                         | 135                                         |
| 2015 | 2015                                        |                                             | 145                                         | 145                                         |
| Datenquelle: Historisches Gemeindeverzeichnis für Hessen: Die Bevölkerung der Gemeinden 1834 bis 1967. Wiesbaden: Hessisches Statistisches Landesamt, 1968. Weitere Quellen: LAGIS; Zensus 2011 Ab 2006 Daten jeweils zum Stichtag 31. Dezember des jeweiligen Jahres ohne Nebenwohnsitze |                                             |                                             |                                             |                                             |

### Historische Religionszugehörigkeit
| • 1885: | 165 evangelische (= 100 %) Einwohner                               |
| • 1961: | 199 evangelische (= 88,84 %), 25 katholische (= 11,16 %) Einwohner |

## Politik
Für den Ortsteil Gersdorf besteht ein Ortsbezirk (Gebiete der ehemaligen Gemeinde Gersdorf) mit Ortsbeirat und Ortsvorsteher nach der Hessischen Gemeindeordnung. Der Ortsbeirat besteht aus fünf Mitgliedern. Nach den Kommunalwahlen in Hessen 2021 gesteht der Ortsbeirat aus fünf fraktionslosen Mitgliedern. Diese wählten Nicole Heilemann zur Ortsvorsteherin.

## Sehenswürdigkeiten
Für die unter Denkmalschutz stehenden Kulturdenkmale des Ortes siehe die Liste der Kulturdenkmäler in Gersdorf.

## Infrastruktur
- Der Bürgerbus der Gemeinde Kirchheim verbindet montags bis freitags Gersdorf mit dem Kernort und Bad Hersfeld. Darüber hinaus verkehren Anrufsammeltaxis.
- Durch den Ort führte die heute stillgelegte Bahnstrecke Bad Hersfeld–Treysa.